# Семовит IV (војвода Мазовије)
Семовит IV (Ziemowit IV), такође познат као Семовит IV Млађи (пољски: Siemowit IV Młodszy; око 1353/1356 — 21. јануар 1426), био је пољски кнез, члан мазовејске гране куће Пјаст и од 1373. или 1374. војвода од Раве, а након поделе очевог наследства између њега и његовог брата 1381. године, владар Раве, Плоцка, Сохачева, Гостињина, Плоњска и Визне, после 1386. наследни пољски вазал а након 1388. године владар Белза. Током 1382–1401. изгубио је Визну, а током 1384–1399. и 1407–1411. изгубио је Завкше, а током 1384–1399. изгубио је Плоњск, који је освојен од стране Тевтонског реда.
Био је други син Сјемовица III, војводе Мазовије, и његове прве жене Еуфемије, ћерке Николе II од Опаве.
Већ за време очевог живота, Семовит IV је добио свој округ, Раву Мазовјецку (око 1373/74), а као резултат поделе Мазовије између њега и његовог старијег брата Јануша I након смрти њиховог оца 16. јуна 1381. године, Семовит IV стиче све поседе: Раву, Плоцк, Сохачев, Гостињин, Плоњск и Визну.

## Улога у Великом пољском грађанском рату
Семовит IV се противио покушајима свог старијег брата Јануша I да добије пољску круну. Годину дана након стицања сопствених поседа, краљ Пољске и Угарске, Лајош I, је умро (10. септембра 1382. године), а након тога се указала прилика да Семовит IV спроведе своје претензије на круну, уз подршку великопољског и кујавског племства (окупљеног око моћног Бартоша Везенборга). Међутим, покојни краљ је направио аранжмане међу малопољским племством које је гарантовало њихову подршку његовој најстаријој ћерки и наследници Марији и њеном мужу Жигмунду Луксембуршком. Не чекајући повољан договор, у јануару 1383. године, Семовит IV је кренуо на Велику Пољску на челу својих трупа, што је означило почетак Великопољског грађанског рата.
Неочекивано, у Будиму је краљица удовица Елизабета од Босне одлучила да промени одлуку свог мужа и прихватила владавину своје најмлађе ћерке Јадвиге над Пољском уместо Марије и Жигмунда, који су остали владари Угарске. Одлука је навела неколико присталица Семовита IV да се надају да би се он могао оженити младом краљицом (упркос чињеници да је она већ била верена за Вилијама Хабзбуршког) и да би на тај начин могло доћи до помирења обе фракције.
Како би био спроведен овај план, најпре је морала да се догоди формална кандидатура Семовита IV за краљевску круну. У том циљу, на састанку племића и господе у Сјерадзу, надбискуп Боджанта од Гњезна, један од његових водећих присталица, предложио је кандидатуру Семовита IV за престо. Овај предлог је убрзо био широко прихваћен и само захваљујући храброј интервенцији краковског војводе Јована од Течина, који им је саветовао да се уздрже од било какве одлуке до Јадвигиног доласка, идеја је напуштена. Противљење Малопољске кандидатури Семовита IV вероватно је било повезано са страхом од растуће улоге Велике Пољске под евентуалном влашћу мазовског војводе. Још један аргумент против овога била је новонастала идеја о унији са Великим Кнежевством Литванијом.
Ови догађаји нису обесхрабрили Семовита IV, који је био одлучан да се домогне круне, чак и насилним методом. Вероватно уз знање и сагласност надбискупа Боджанте, покушао је да отме Јадвигу и ожени је, у очајничком чину да освоји круну. Када је малопољско племство сазнало за његове намере, затворило је капије Вавела за Боджантове људе, међу којима се скривао и Семовит IV. Такође су о плану упозорили и Јадвигу, која је остала на двору своје мајке.
Упркос неуспеху својих амбициозних планова, Семовит IV је наставио своје напоре да се дочепа пољског престола. Након спаљивања имовине својих политичких противника у Ксјонжу, вратио се у Сјерадз, где га је део локалног племства прогласио краљем Пољске. Међутим, овог пута конгресу је недостајао прави ауторитет, и због тога је одложио своје очекивано крунисање, намеравајући да земљу освоји силом. Након катастрофалне кампање и неуспеле опсаде Калиша (Семовит IV је успео да освоји само Кујавице), неки од његових присталица су одлучили да потпишу примирје 29. септембра 1383. године.
Прекид ватре омогућио је Пољацима да додају мађарске трупе снагама земље под личном командом Жигмунда Луксембуршког. Заједнички напад угарско-пољских снага довео је до тога да Семовит IV избегава даље борбе, посебно након што се његов брат Јануш определио за признање Јадвиге за краљицу.
Пораз Семовита IV знатно је смањио број његових присталица. Сходно томе, и након коначног одбијања брака са Јадвигом од стране моћног племства у октобру 1384. године, војвода Мазовије усваја другачију тактику: ако му је било немогуће да добије круну, одлучио је да освоји сву могућу територију.

## Помирење са противницима
Након што је додао Ленчицу својој територији, Семовит је одлучио да започне мировне преговоре са Јадвигом, који су успешно завршени 12. децембра 1385. године потписивањем споразума, према којем је Семовит IV вратио све земље које је заузео у замену за износ од 10.000 сребрних марака, а што је најважније, одустао је од свих својих претходних претензија на рачун пољске круне и одао је почаст краљици Јадвиги и њеном новом мужу и краљу Јогајли. Након тог чина стиче Војводство Белз као мираз принцезе Александре од Литваније, која се удала за Семовита IV као гест помирења између две стране. Потпуно одустајање од претензија на пољску круну од стране Семовита IV било је његово присуство церемонијама крштења, венчања и крунисања Јадвиге и Јогајле у Кракову. Након ових церемонија, поново је одао почаст краљевском пару. Учествовао је и као део краљевске пратње у Виљнусу, где је био један од значајних актера у процесу христијанизације Литваније.

## Активности после грађанског рата
Пре рата, као независни владар, могао је ефикасно да маневрише између Пољака, Литванаца и Тевтонског реда; сада, као вазал, јасно је виђен као представник Пољског краљевства. Како би финансирао своју политику, био му је потребан новац и неколико пута је залагао неке од својих поседа Тевтонском реду, укључујући Визну (током 1382-1401), Плоњск (током 1384-1399) и Завкже (током 1384-1399 и 1407-1411). С обзиром на растуће трење између Пољског и Тевтонског реда, Семовит IV је покушао да извуче највећу корист за себе и интервенисао је у виду посредника. Такође, након избијања рата између Пољске, Литваније и Тевтонског реда, став мазовског војводе није био јасан: с једне стране, покушавао је да контактира Жигмунда, краља Угарске, а с друге стране, вршио је притисак на своје зараћене суседе да одрже мир. С обзиром на неуспех покушаја да направи компромис, Семовит IV је коначно послао своје трупе у битку код Гринвалда, али његово учешће је било само симболично; у ствари, његов син Семовит V је повео две заставе својих трупа и борио се заједно са „краљевским“ Пољацима и литванским трупама. Да би одржао пријатељске односе са Тевтонским редом, он им је враћао новац чак и током кампање; заузврат, Завкже је враћен Семовиту IV, упркос чињеници да према Торнском миру (1411) Тевтонски ред није имао обавезу да то учини.
Упркос званичној потчињености Пољској, Семовит IV је покушао да води независну спољну политику. То се изражавало у његовим честим контактима са угарским краљем Жигмундом, који је, желећи да придобије пољског вазала на своју страну, дао мазовском војводи богате пребенде из Веспремске бискупије и других поседа широм Угарске.
Односи Сјемовица IV са Пољском, иако је било привремених трења изазваних његовом превише независном политиком (чак је и ковао сопствени новац), остали су пријатељски, упркос чињеници да није испуњавао своје дужности вазала и да је само повремено слао трупе у Пољску када је то било потребно. Још један гест пријатељства са краљем Владиславом II забележен је када је користио ћерке Семовита IV за политичке бракове и подршка коју је пружио свом сину Александру у његовој црквеној каријери. У унутрашњој политици, Семовит IV је наставио економско реструктурирање које је започео под владавином његовог оца. У ту сврху, поред постојећих статута, спровео је Кулмски закон у неколико својих градова и промовисао колонизацију мазовејског племства у Белз.

## Здравствено стање и смрт
Након 1420. године, Семовит IV је, због прогресивног слепила, постепено давао учешће у влади својим одраслим синовима. Године 1425, спор око избора његовог канцелара за бискупа Плочког приморао је његове синове Семовита V и Казимира II на понижавајућу предају. Семовит IV је преминуо 21. јануара 1426. године у Гостинину и сахрањен је у војводској крипти у Плочкој катедрали.

## Брак и проблеми
Године 1387, Семовит IV се оженио Александром (умрла 20. априла 1434), литванском принцезом, ћерком Алгирдаса, великог кнеза Литваније, и његове друге жене, Уљане од Твера. Имали су тринаесторо деце:
- Семовит V (1389 – 17. фебруар 1442);
- Хедвиг (око 1392 – 19. фебруар 1439), удата после 3. јануара 1410. за Јаноша Гараја, бана од Узоре и Обергеспана од Темеша и Пожеге;
- Цимбургис (око 1394 – 28. септембар 1429), удала се 25. јануара 1412. за Ернеста I, војводу од Аустрије;
- Еуфимија (1395/97 – пре 17. септембра 1447), удала се 20. новембра 1412. за Болеслава I, војводу од Цешина;
- Амелија (1397/98 – 17. мај 1434), удала се 16. маја 1413. за Вилијама II, маркгрофа од Мајсена;
- Александар (1400 – 2. јун 1444), дипломата и епископ Трента, титуларни епископ Хјура, титуларни кардинал Дамаска и патријарх Аквилеје;
- Казимир II (1401/03 – 15. септембар 1442);
- Тројден II (1403/06 – 25. јул 1427);
- Владислав И (1406/09 – 11/12 децембар 1455);
- Александра (1407/10 – око 1426);
- Марија (1408/15 – 14. фебруар 1454), удала се 24. јуна 1432. за Богислава IX, војводу Помераније;
- Ана (24. април 1411 – пре 7. фебруара 1435), удата пре 26. маја 1427. за Михаила Жигимантаитиса, литванског кнеза;
- Катарина (1413/16 – између 2. јуна 1479/5. јула 1480), удата пре 21. августа 1439. за Михаила Жигимантаитиса, литванског кнеза (удовцу њене сестре).

Унуци Александре и Семовита IV били су Фридрих III, цар Светог римског царства, Пшемислав ИИ, војвода од Цешина, Софија од Помераније, војвоткиња од Помераније и Доротеја Горјанска, краљица Босне.
Пре брака, Семовит IV је имао ванбрачног сина, Миклуша (такође званог Николај; рођен пре 1387. године), кога је озаконио цар Жигмунд 29. јуна 1417. године. О њему и његовом животу постоји веома мало информација.